# Национални парк Цаво
Национални парк Цаво је највећи и најстарији национални парк у Кенији. Састоји се од два дела Источног и Западног које дели пут и пруга који повезују Најроби и Момбасу. Добио је име по реци Цаво, притоци реке Ати која од ушћа реке Цаво мења име у Галана. Национални парк је основан 1948. године. Површина источног дела је 11.747 км2, а западног 9.065 км2. Оба национална парка се налазе у Обалној провинцији Кеније. Природни наставак Националних паркова Цаво је Национални парк Мкомази у Танзанији. У националним парковима Цаво се среће велики број животињских врста, посебно сисара међу којима је и пет великих - Big five (слон, носорог, лав, леопард и биво), као и око 500 регистрованих врста птица. Поред изузетно богатог животињског света у Националним парковима Цаво постоје и археолошка налазишта из касног каменог доба.